# Paulinho Serra
Paulo José "Paulinho" Serra do Carmo (Rio de Janeiro, 9 de novembro de 1977), é um ator, humorista e radialista brasileiro, tendo também trabalhado no canal  Multishow.
Trabalhou na Rádio Jovem Pan, no Programa Pânico, no programa Pânico na TV. Em 2013 integrou o programa Famoso Quem?, do SBT. Ele foi um dos pioneiros do stand-up comedy no país dirigindo o grupo os Deznecessários.

## Carreira
Paulinho começou sua carreira humorística fazendo teatro, onde integrou o grupo Deznecessários, juntamente com Marcelo Marrom, Rodrigo Capella, Maíra Charken, Miá Mello e Tatá Werneck.
Em 2005 trabalhou no projeto Viagem ao Corpo Humano, na empresa Turma do Salsicha, fazendo o personagem "Cariodrácula" e apresentando de maneira divertida as funções do corpo humano para crianças de diversas escolas do Rio de Janeiro.
Em 2007, após conceder um entrevista ao programa Pânico da Rádio Jovem Pan, foi convidado a trabalhar no programa, onde interpretou um personagem. No ano seguinte, atuou na novela Duas Caras, interpretando o professor de sociologia argentino Ignácio Guevara.

Em 2010, Paulinho Serra assinou com a MTV Brasil para comandar o programa Quinta Categoria (anteriormente apresentado por Marcos Mion em 2009), junto com Rodrigo Capella e Tatá Werneck (ambos dos Deznecessários), onde havia sempre um convidado diferente. No mesmo ano, foi chamado para participar do programa Comédia MTV. O Quinta Categoria saiu do ar e a partir do ano de 2012, e Paulinho Serra passou a participar apenas do Comédia MTV e Trolalá MTV, programa novo, diário, de apenas 15 minutos onde ele e a Tatá Werneck passam trotes e trollam as pessoas.

## Trabalhos

### Televisão
| Ano            | Título                       | Papel                                         | Nota                   |
| -------------- | ---------------------------- | --------------------------------------------- | ---------------------- |
| 2007           | Pânico na TV                 | Traficante Gay, Repórter Chorão, Jeff Michael |                        |
| 2008           | Duas Caras                   | Ignácio Guevara                               |                        |
| 2010           | Quinta Categoria             | Apresentador/Vários papéis                    |                        |
| 2010           | Comédia MTV                  | Vários                                        |                        |
| 2012           | Trolalá                      | Apresentador                                  |                        |
| 2013           | Tá Quente                    | Apresentador                                  |                        |
| 2013           | Furo MTV                     | Apresentador                                  |                        |
| 2013           | Rockgol                      | Comentarista                                  |                        |
| 2013           | Famoso Quem?                 | Jurado                                        |                        |
| 2014           | Além do Horizonte            | Clóvis                                        |                        |
| 2014-2015      | Fred e Lucy                  | Vladimir                                      |                        |
| 2015           | Na Mira do Crime             | Tilápia                                       |                        |
| 2015-2016      | Chapa Quente                 | Marreta                                       |                        |
| 2015           | #PartiuShopping              | Paulinho Sexx                                 |                        |
| 2015           | Treme Treme                  | Ex-viado                                      |                        |
| 2015- presente | Vai que Cola                 | Zélio                                         |                        |
| 2016           | A Pergunta que não que Calar | Apresentador                                  |                        |
| 2016           | Balada Olimpica              | Ele mesmo                                     |                        |
| 2016–2020      | Xilindró                     | Lourival                                      |                        |
| 2017           | Super Chef Celebridades      | Participante                                  | Temporada 6            |
| 2017           | Big Brother Brasil           | Repórter                                      | Temporada 17           |
| 2021–2022      | Detetives do Prédio Azul     | Cassiano Encantado                            | Temporadas 15–16       |
| 2022–2023      | Família Paraíso              | Machadinho                                    |                        |
| 2023           | LOL: Se Rir, Já Era!         | Participante (2 lugar)                        | Temporada 3            |
| 2023           | Compro Likes                 | Marido de Fernanda                            | Episódio: "#NewWagner" |

### Cinema
| Ano  | Título                                     | Papel                           |
| ---- | ------------------------------------------ | ------------------------------- |
| 2007 | Podecrer                                   | Vendedor de Sanduíche Natural   |
| 2009 | Os Normais 2: A Noite Mais Maluca de Todas | Traficante                      |
| 2010 | Podia Ser Pior                             | Paulinho                        |
| 2013 | Mato sem Cachorro                          | Maicon                          |
| 2014 | Copa de Elite                              | Pastor Evangelico               |
| 2014 | Um Homem Só                                | Homem que chora                 |
| 2015 | Superpai                                   | Cleverson                       |
| 2016 | Mundo Cão                                  | Ramiro                          |
| 2016 | Um Namorado Para Minha Mulher              | Kiko                            |
| 2017 | Internet - O Filme                         | Adalguimar                      |
| 2017 | Ninguém Entra, Ninguém Sai                 | Donizete                        |
| 2018 | O Amor Dá Trabalho                         | São Pedro                       |
| 2019 | Vai que Cola 2 – O Começo                  | Zélio                           |
| 2021 | Como Hackear Seu Chefe                     | Benício Boaventura "Guru Benny" |
| 2023 | Nas Ondas da Fé                            | Detento 001                     |

### Websérie
| Ano  | Título               |
| ---- | -------------------- |
| 2015 | O Incrível SuperÔnix |

### Teatro
| Ano  | Título                                | Papel                             |
| ---- | ------------------------------------- | --------------------------------- |
| 2006 | A Revolta dos Perus                   | [ 11 ]                            |
| 2006 | Deznecessários                        | Ator e um dos criadores e diretor |
| 2010 | DezImprovisa                          | Ator e diretor                    |
| 2010 | Paulinho Serra Deznecessário da Silva | Ator e um dos criadores           |
| 2012 | Paulinho Serra em Pedaços             | Ator e diretor                    |
| 2013 | Faça seu Pedido                       | Vários                            |
| 2014 | CINZA                                 | Jeremias                          |
| 2015 | Segundo Tempo                         | Vários                            |
| 2015 | Répétition                            | Luis/Marcelo                      |